# Методологічний індивідуалізм
У соціальних науках методологічний індивідуалізм — це концепція, яка описує соціальні явища як наслідок суб’єктивних особистих мотивацій окремих дійових осіб (акторів). Класова або групова динаміка, яка ґрунтується на системних поясненнях, вважається ілюзорною і, таким чином, відкидається або позбавляється пріоритету, однак групова динаміка, для якої існують індивідуальні суб’єктивні мотиви, підтримується. Завдяки своєму підходу на мікрорівні «знизу вгору» методологічний індивідуалізм часто протиставляється методологічному холізму, підходу на макрорівні «зверху вниз» і методологічному плюралізму. 

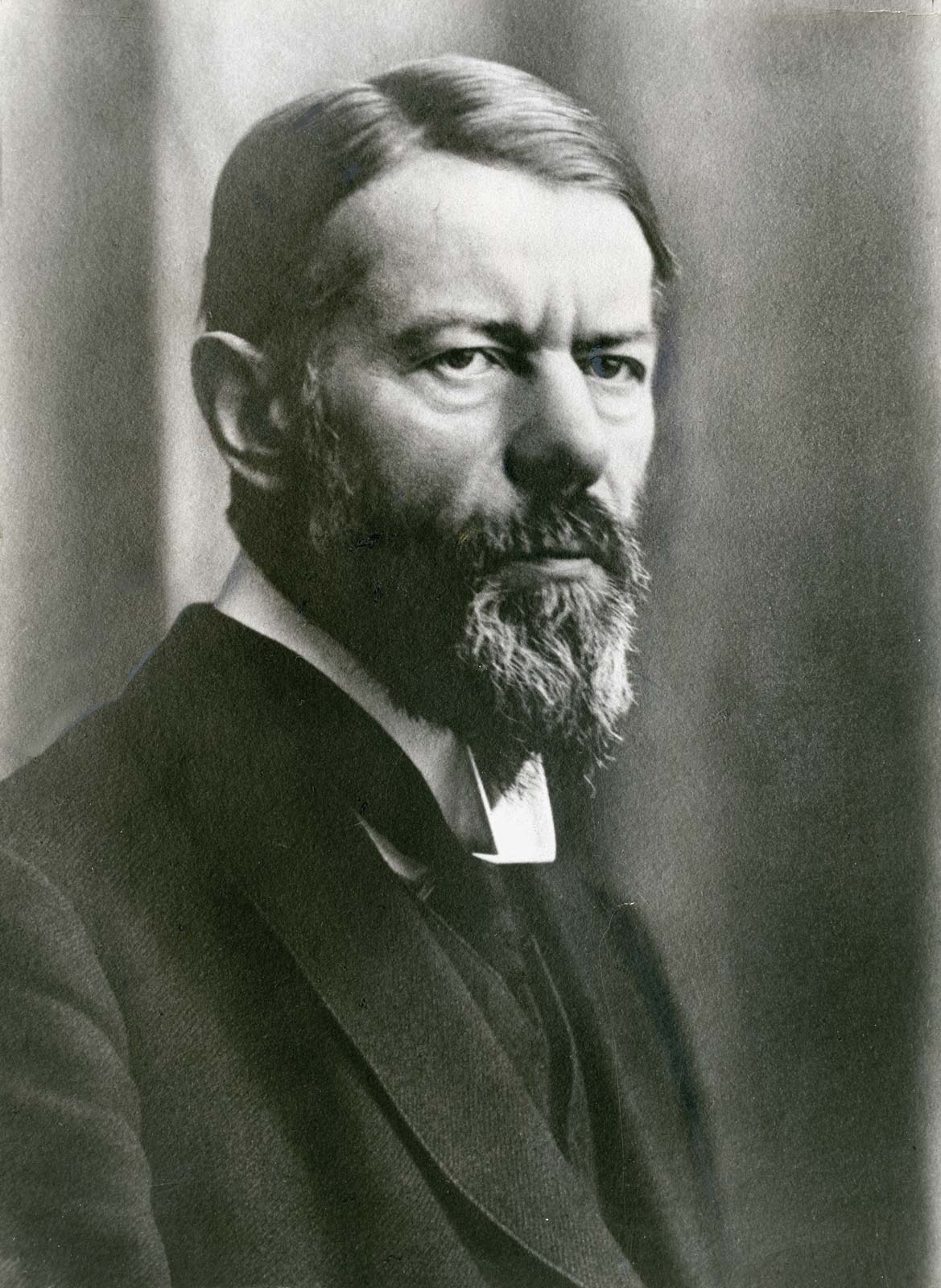
Макс Вебер

## Історія розвитку в системі суспільних наук
Ця концепція була введена як основоположне припущення в соціальних науках Максом Вебером і розглянута в його книзі «Економіка і суспільство». В рамках пізніших шкіл економічної думки, таких як Австрійська школа, суворе дотримання методологічного індивідуалізму вважається необхідним вихідним принципом. 
Значною мірою на це припущення спирається неокласична економіка, в рамках якої соціальна поведінка пояснюється з точки зору раціонально-діючих осіб (акторів), чий вибір обмежений цінами та доходами, і де суб'єктивні уподобання індивідів розглядаються як даність.
Використання методологічного індивідуалізму імпліцитно в моделях часткової рівноваги, загальної рівноваги та рівноваги Неша. У цих моделях найбільше значення має знання типу агента (наприклад, споживача чи виробника), цілі рішення (наприклад, максимізувати прибуток або мінімізувати витрати), самого рішення (наприклад, купити або продати) та наслідки вашого рішення (що ви повинні заплатити або отримати за те, що вирішите).
Заглиблюючись у мету рішення, економісти додають припущення про раціональний вибір. Індивід раціонально вибирає, якщо він обирає альтернативу, яка забезпечує йому вищу корисність, тобто більшу оплату.

### Мікрооснова макроекономіки
За словами Хела Варіана, мікроекономіка вивчає, як домогосподарства та компанії приймають рішення за принципом раціонального вибору та оптимізації. Оскільки події, що відбуваються в економіці, є результатом взаємозв'язку багатьох домогосподарств та багатьох фірм, мікроекономіка та макроекономіка нерозривно пов'язані між собою.
Отже, мікрофундамент макроекономіки - це концепція, що використовується для позначення одного із застосувань методологічного індивідуалізму, в тому сенсі, що макроекономічні явища (такі як безробіття, інфляція, ділові цикли) можна розуміти як просту суму багатьох індивідуальних рішень.
Наприклад, щоб зрозуміти поведінку споживання в цілій країні, потрібно подумати про сім’ю, яка повинна сказати, скільки споживати, а скільки економити. З іншого боку, щоб зрозуміти інвестиційну поведінку, вам слід подумати про компанію, яка повинна вирішити, чи інвестувати в новий завод чи розподільчий центр.
Протилежна позиція методологічному індивідуалізму ― методологічна цілісність (методологічний холізм), згідно з якою необхідно виходити з сукупностей і мати бачення цілого. В економічній науці методологічний холізм припускають марксисти (які роблять великий акцент на понятті «соціальний клас») та інституціоналісти (які, як вказує їх назва, вивчають інститути, їх значення та їх еволюцію).

## Економісти про індивідуалізм
Фрідріх Гаєк у «Шляху до рабства» про сутність позиції індивідуалістів:
... визнання особи верховним суддею у виборі власних цілей, переконання, що діяльність 

окремої людини, наскільки це можливо, повинні визначати її погляди, і становлять сутність позиції індивідуалістів.

## Критика
Історик економіки Марк Блауг критикує надмірне покладання на методологічний індивідуалізм в економіці, кажучи, що «корисно зазначити, що методологічний індивідуалізм у строгому тлумаченні [...] означає для економіки. По суті, він виключив би всі макроекономічні пропозиції, які не можуть бути зведені до мікроекономічних [...] це дорівнює прощанню майже з усією отриманою макроекономікою. Має бути щось не так з методологічним принципом, який має такі руйнівні наслідки.»
Так само економіст Алан Кірман критикував теорію загальної рівноваги та сучасну економіку за її «фундаментально індивідуалістичний підхід до побудови економічних моделей» і показав, що індивідуалістична конкурентна рівновага не обов'язково є стабільною чи унікальною. Однак стабільності та унікальності можна досягти, якщо додати агреговані змінні, і в результаті він стверджував, що «ідея про те, що ми повинні починати з рівня ізольованого індивіда, - це ідея, від якої нам, можливо, доведеться відмовитися»[1].